# 德米特里二世 (马其顿)
德米特里二世（希腊语：Δημήτριος B，？—前229年）安提柯王朝的马其顿国王（前239年～前229年在位）。
德米特里二世为马其顿国王（贡那特的）安提柯二世之子。在其父仍在世时，他就已经是一名出色的将领了。前260年，德米特里在德尔迪亚打败了伊庇鲁斯国王亚历山大二世的军队，从而拯救了整个马其顿。
前239年安提柯二世去世后，德米特里二世登上马其顿王位。他很快发现，在希腊世界他面对着两个强大的敌人：埃托利亚同盟和亚该亚同盟，两者都是由很多独立城邦组成的军事-政治集团。更为不妙的是，这两个通常是敌对的同盟现在为了抗衡强大的马其顿而联合起来了。德米特里二世在与这个联盟的斗争中取得了一些胜利（夺取希腊中心地带彼奥提亚），但是后来在伊庇鲁斯发生的革命大大削弱了他的地位。伊庇鲁斯的君主政权（可谓是德米特里的天然同盟者）在革命中被推翻，代之以一个城邦共和国。
在北方，德米特里二世面临着蛮族入侵的威胁。前229年，一支说印欧语系语言的蛮族部落达尔达尼亚人侵入马其顿。德米特里二世在与他们的战斗中遭到惨败，不久就去世了。在他死后，由于他的儿子腓力五世极其年幼，国家的政权实际上落入了他的堂弟安提柯三世的手里。